# Polyseksualiteit

Vlag van polyseksualiteit

Polyseksualiteit verwijst naar de romantische, seksuele of emotionele verlangens die iemand kan hebben richting meerdere genderidentiteiten en biologische geslachten. Een polyseksueel persoon voelt zich aangetrokken tot verschillende vormen van seksualiteit. Het wordt vaak verward met polyamorie, de aantrekking tot meerdere personen tegelijk. Ook wordt het wel beschouwd als een vorm van biseksualiteit.
Polyseksualiteit is ook iets anders dan panseksualiteit, waarbij de aantrekkingskracht zich uit naar alle manifestaties van gender en geslachten. Mensen die zichzelf definiëren als polyseksueel voelen zich tot veel geslachten of genders aangetrokken; het verschilt per individu waar de exacte voorkeuren naar uit gaan.
Bi+ ·
Homoseksualiteit ·
Lesbianisme ·
Biseksualiteit ·
Panseksualiteit ·
Polyseksualiteit ·
Aseksualiteit ·
Demiseksualiteit ·
Queer ·
Questioning ·
Androfilie ·
Gynofilie
Cisgender
(Vrouw ·
Man) ·
Transgender
(Transvrouw ·
Transman ·
Transseksualiteit) ·
Intersekse ·
Tweeslachtigheid ·
Genderqueer ·
Questioning ·
Androgyn ·
Queer ·
Polygender
(Bigender ·
Trigender) ·
Pangender ·
Agender ·
Demigender
(Demigirl ·
Demiboy ·
Demifluïde ·
Demiflux ·
Demiandrogyn) ·
Neutrois ·
Genderfluïde
(Amorgender) ·
Genderflux ·
Intergender ·
Aporagender ·
Pocketgender ·
Derde geslacht ·
Butch en femme ·
Gendernon-conform ·
Queerheteroseksueel ·
Hijra ·
Two-spirit ·
Fa'afafine ·
Akava'ine ·
Androgynos ·
Bissu ·
Fakaleiti ·
Kathoey ·
Khanith ·
Mahu ·
Mak nyah ·
Muxe ·
Tomboy ·
Travesti ·
Tumtum ·
Winkte
Seksuologie ·
Genderstudies ·
Binaire geslachtsmodel ·
Genderspectrum ·
Lavendeltaalwetenschap ·
Lgbt-literatuur ·
Queerstudies ·
Queer theory
Postgenderisme ·
Feminisme
(Lesbisch feminisme ·
Transfeminisme) ·
Queercore
Oudheid:
Oude Rome ·
Oude Egypte
Vroegmoderne tijd:
Rusland
Moderne tijd:
Nazi-Duitsland ·
Rusland ·
Sovjet-Unie
Heden:
Nederland ·
Rusland ·
Sierra Leone
Roze driehoek ·
Regenboogvlag ·
Hanky code ·
Homomonument
Heteroseksisme
(Homofobie ·
Lesbofobie ·
Bifobie) ·
Genderisme
(Transfobie ·
Transmisogynie
Discriminatie van non-binaire personen ·
Cisseksisme) ·
Heteronormativiteit ·
Pinkwashing ·
Gay panic defense
(Trans panic defense) ·
Oppositie ·
LGBT ·
Homoseksualiteit in het leger
(Don't ask, don't tell) ·
Homoseksualiteit en religie
(Jodendom ·
Christendom ·
Islam ·
Bahai ·
Hindoeïsme ·
Boeddhisme ·
Sikhisme ·
Confucianisme ·
Shintoïsme ·
Taoïsme ·
Satanisme ·
Wicca ·
Unitair Universamisme ·
Scientology ·
Zoroastrisme) ·
Discriminatie tegen mensen met HIV ·
Doodstraf voor homoseksualiteit ·
Haatcriminaliteit ·
(Correctieve verkrachting ·
Antihomoseksueel geweld ·
Antihomoseksueel terrorisme) ·
Lgbt-gerelateerde zelfmoord ·
Conversietherapie (Homogenezing) ·
Schaal van Riddle
Arlington County vs. White ·
Artikel 248bis van het Wetboek van Strafrecht (Nederland) ·
Federal Marriage Amendment ·
Goodridge vs. Department of Public Health ·
Instructie inzake de criteria om roepingen te beoordelen van personen met homoseksuele neigingen met het oog op hun toelating tot het seminarie en de Heilige Wijdingen ·
Jogjakarta-beginselen ·
Jos Brink-prijs ·
Kentucky vs. Wasson ·
Lawrence v. Texas ·
Paragraaf 175 ·
Proposition 8 ·
Sectie 28 ·
Sodomiewetgeving
(Sodomiewetgeving in de Verenigde Staten) ·
Wolfenden Report
Bear ·
Crossdressing ·
(Travestie) ·
Gay Pride Parade ·
Homohoreca ·
Homo-icoon ·
Homo-ontmoetingsplaats ·
Lhbt-boekhandel ·
Outing ·
(Coming-out)
Holebi ·
Genderdysforie ·
Homoseksualiteit bij dieren ·
Safe-space